# Russell (efternamn)
Russell är ett efternamn.

## Personer med efternamnt
- Lord Arthur Russell (1825–1892), brittisk parlamentsledamot
- Sir Arthur Russell, 6:e baronet (1878–1964), brittisk mineralog
- Arthur Russell (1951–1992), amerikansk cellist, kompositör och sångare
- Arthur Russell (1886–1972), brittisk löpare
- Arthur Joseph Russell (1861–1945), amerikansk journalist och skriftställare
- Arthur Tozer Russell (1806–1874), engelsk präst och psalmförfattare
- Bertrand Russell brittisk filosof och den tredje earlen Russell
- Charles Marion Russell – amerikansk målare
- Charles Taze Russell – grundare av Jehovas vittnen
- Daniel Lindsay Russell – amerikansk politiker
- Dora Russell, medlem av ätten Russell
- Darrell Russell – racerförare (NHRA)
- Edward Russell, 1:e earl av Orford, förste amiralitetslord under Vilhelm III
- Eric Frank Russell – författare, science fiction
- Francis Russell, 5:e hertig av Bedford
- Gail Russell – amerikansk aktris
- Henry Norris Russell – amerikansk astronom (jfr Hertzsprung-Russelldiagram)
- Jane Russell –  amerikansk aktris
- Lord John Russell, brittisk premiärminister
- John Russell, 4:e hertig av Bedford
- John Conrad Russell, 4:e earl Russell
- John Russell, 1:e earl av Bedford
- John Russell (pastor) – hunduppfödare (Jack Russell-terrier)
- John Russell – amerikansk aktör (1921 - 1991)
- John Scott Russell – fysiker
- Katheryn K. Russell – kriminolog
- Ken Russell – brittisk filmregissör
- Kurt Russell – amerikansk filmskådespelare
- Lee M. Russell — politiker i Mississippi
- Lillian Russell – amerikansk vaudevilleaktris och sångerska
- Luis Russell – panamansk jazzpianist
- Mary Doria Russell – författare, science fiction
- Nipsey Russell – amerikansk komiker
- P. Craig Russell – serietecknare
- Pee Wee Russell – amerikansk jazzmusiker
- Richard Russell – amerikansk senator
- Richard Russell Sr. – amerikansk domare, far till senatorn
- Rosalind Russell – amerikansk aktris
- William Russell, 1:e hertig av Bedford
- William Russell "Lord Russell" (1639-1683)
- Willy Russell – brittisk filmmanusförfattare